# NGC 4069
NGC 4069 је спирална галаксија у сазвежђу Береникина коса која се налази на NGC листи објеката дубоког неба.
Деклинација објекта је + 20° 19' 28" а ректасцензија 12h 4m 6,1s. Привидна величина (магнитуда) објекта NGC 4069 износи 15,2 а фотографска магнитуда 16,0.